# Sant Andreu Salou
Sant Andreu Salou és un municipi de la comarca del Gironès, província de Girona. Limita amb Campllong (NE), Cassà de la Selva (E) i amb els municipis selvatans de Caldes de Malavella (S i W) i Riudellots de la Selva (NW). Té una extensió de 5,97 km², 132 metres d'altitud i 159 habitants (2012).

## Geografia
- Llista de topònims de Sant Andreu Salou (Orografia: muntanyes, serres, collades, indrets..; hidrografia: rius, fonts...; edificis: cases, masies, esglésies, etc).

El territori és eminentment pla, amb una petita zona de bosc de pins. És drenat per un seguit de rieres que desguassen a l'Onyar i que formen els límits del terme: són la riera de Verneda, que fa de termenal a llevant, la riera de Gotarra, que recorre tot el sector nord-oriental, i la riera de Benaula, que coincideix amb el límit occidental. La situació urbanística del municipi és la pròpia dels nuclis rurals allunyats dels grans eixos de comunicació. Es caracteritza per una baixa dinàmica de creixement, una gran dispersió de la població i l'absència d'un nucli urbà que cohesioni el municipi.
El poble es distribueix en diferents nuclis disseminats: el veïnat de Dalt (ubicat al centre del terme municipal), veïnat de Baix (al nord), veïnat de les Bosques (al sud) i Sant Andreu Salou (al centre nord), aquest darrer és el nucli administratiu i cultural on hi ha l'església i l'Ajuntament. Una única via principal (carretera local) uneix els 4 veïnats i creua el municipi de nord a sud i d'est a oest. La resta de vies són camins rurals. Pel límit sud-oriental circula la carretera local de Caldes de Malavella a Cassà de la Selva, d'on surt el ramal cap a Sant Andreu Salou. Des del nucli del municipi, camins i carreteres menors connecten amb Cassà de la Selva i Riudellots de la Selva.
| Entitat de població | Habitants (2023) |
| Veïnat de Dalt      | 65               |
| les Bosques         | 49               |
| el Veïnat de Baix   | 39               |
| Sant Andreu Salou   | 18               |
| Font: Idescat       |                  |

## Economia
L'activitat econòmica de Sant Andreu Salou es concentra en el sector agropecuari. Essent un municipi agro-forestal, el paisatge es conforma de camps de conreu amb masses forestals i els punts habitats. Els principals conreus són els cereals (ordi, blat i blat de moro), el farratge i els arbres fruiters (pomes i peres). També és important el sector ramader amb la presència de petites i mitjanes granges d'aviram i bestiar boví, amb la producció de llet i carn.

## Demografia
| 1497 f | 1515 f | 1553 f | 1717 | 1787 | 1857 | 1877 | 1887 | 1900 | 1910 |
| ------ | ------ | ------ | ---- | ---- | ---- | ---- | ---- | ---- | ---- |
| 15     | 22     | 20     | 101  | 190  | 376  | 308  | 321  | 322  | 296  |

| 1920 | 1930 | 1940 | 1950 | 1960 | 1970 | 1981 | 1990 | 1992 | 1994 |
| ---- | ---- | ---- | ---- | ---- | ---- | ---- | ---- | ---- | ---- |
| 311  | 283  | 285  | 299  | 282  | 242  | 166  | 136  | 135  | 135  |

| 1996 | 1998 | 2000 | 2002 | 2004 | 2006 | 2008 | 2010 | 2012 | 2014 |
| ---- | ---- | ---- | ---- | ---- | ---- | ---- | ---- | ---- | ---- |
| 146  | 143  | 138  | 141  | 152  | 156  | 157  | 155  | 159  | 155  |

| 2016 | 2018 | 2020 | 2022 | 2024 | 2026 | 2028 | 2030 | 2032 | 2034 |
| ---- | ---- | ---- | ---- | ---- | ---- | ---- | ---- | ---- | ---- |
| 155  | 156  | 160  | 162  | 172  | -    | -    | -    | -    | -    |

## Llocs d'interès

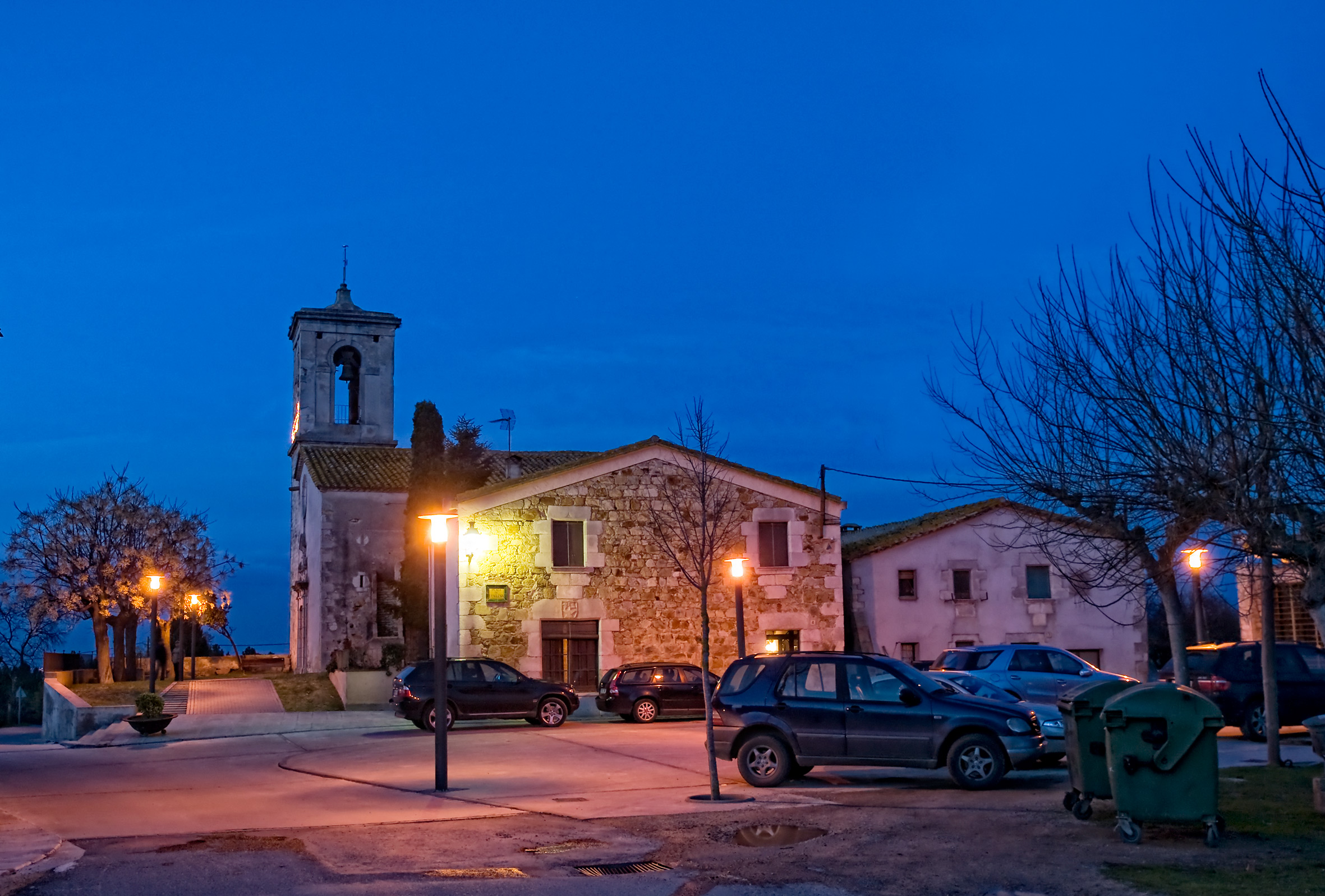
Plaça de Sant Andreu Salou

Els seus principals eixos d'interès patrimonial són les antigues edificacions existents: les masies catalanes. Alhora, l'església parroquial ha estat històricament el monument cohesionant del municipi. El lloc és esmentat en la donació que l'any 882 feu el bisbe Teuter a la canònica de Girona amb motiu de la seva organització. La parròquia de Sant Andreu Salou, és citada l'any 1200, com a parròquia dependent del monestir de Sant Daniel de Girona. L'any 1222 consta com "Sancti Andree de Alodio" i també s'esmenta en un document de l'any 1280. L'any 1359 tenia 15 focs al seu terme i el 1698 fou lloc reial. L'edifici de l'església és del segle xviii i XIX i no conserva cap vestigi de l'època romànica.
Es coneix als habitants del municipi com a andreuencs o santandreuencs.
Hi ha diversos masos, com per exemple el Mas Revell.